# Centro de Educação Popular e Formação Social
O Centro de Educação Popular e Formação Social (CEPFS) é uma organização não governamental brasileira, fundada em, 1989, pelo atual Coordenador Executivo José Dias Campos com o intuito de promover ações que contribuem para o aprimoramento e para o crescimento do meio rural no sertão da Paraíba, proporcionandoqualidade de vida aos moradores dessa região.
Dessa forma, o CEPFS desenvolve ações que buscam a junção entre formação e mobilização sociais com a produção de novas soluções de custo baixo em áreas como manejo hídrico e agroecologia.
Além disso, promove aos produtores rurais eficiência na administração de recursos naturais em pequenas propriedades com atividades para a agricultura familiar.
Assim, busca-se o desenvolvimento, a difusão e o acompanhamento de novas tecnologias de baixo custo para captar, armazenar e controlar os recursos hídricos, que, por sua vez, são utilizados como principal fonte de água para consumo, criação de animais e agricultura, durante a maior parte do ano. As cisternas de placas são tecnologias usadas pela ONG pois captam a água da chuva, melhoram a sua utilização e evitam doenças causadas por água contaminada (maior motivo das mortes infantis na região semiárida).
Por fim, o CEPFS busca incentivar o potencial vocacional e o aprendizado nas comunidades rurais, através da promoção, produção e compartilhamento de soluções socioambientais, mobilizando e assessorando a educação para o desenvolvimento sustentável no semiárido.

## Comunidades participantes

### Teixeira
Composta por 18 Comunidades - Riacho Verde, Fava de Cheiro, Catolé dos Machados, Catolé da Pista, Poços de Baixo, Guarita, Tanque Coberto, Santo Agostinho, Granja Girassol, Coronel, Boa Vista, Soão José de Belém. Flores de Baixo, Tanque do Novilho, São Francisco, Serra Verde , Livramento e Tauá.

### Cacimbas
Composta por 15 Comunidades - Monteiro, Ventania, São Gonçalo, Cipó,Fundamento de Cima, Fundamento de Baixo, Jardim, Serra Feia, Santa Fé, Flamengo, São Sebastião, Lagoa do Campo, Lagoinha, Chã e Aracati.

### Princesa Isabel
Composta por 4 Comunidades - Rancho dos homes, Lagoa de São João, Macambira de Lagoa de São João e Baixio.

### Maturéia
Composta por 3 Comunidades - Riacho das Moças, Monte Belo e Pedra D’água.

## Prêmios
- 2014 — José Dias Campos foi um dos seis finalistas do Prêmio Empreendedor Social da Folha de S.Paulo;[14]

- 2011 — Menção honrosa do Prêmio AEA de meio Ambiente, na categoria Trabalhos Acadêmicos;[15]
- 2011 — Vencedor do prêmio Paraíba abraça ODM, na categoria ONG;[15]

- 2011 — Finalista do Prêmio Internacional World Technology Award na categoria Environment (corporate);

- 2011 — Vencedor do Prêmio Tecnologia Social da Fundação Banco do Brasil, na categoria Nordeste, com o projeto Bancos de Sementes Comunitários;[16]

- 2011 — Finalista e obteve o terceiro lugar na categoria tecnologias social do Prêmio FINEP de Inovação;[17]

- 2011 — Vencedor do Prêmio Ford de Conservação Ambiental na categoria Negócios em Conservação;[18]
- 2010 — Vencedor na categoria Socioambiental do Prêmio FIEMA;[19]
- 2009 — Vencedor na categoria Responsabilidade Social do Prêmio Meio Ambiente da AEA – São Paulo;[15]

- 2009 — Finalista do Prêmio tecnologia social da Fundação Banco do Brasil;[20]

- 2008 — Finalista no Prêmio Inovação em Sustentabilidade (Instituto Ethos e a USAID);[21]

- 2008 — Vencedor na categoria Tecnologia Ambiental do Prêmio FIEMA, em Bento Gonçalves (RS);[22]

- 2008 — Vencedor na categoria Humanidade do Prêmio von Martius de Sustentabilidade;[23]

- 2006 — A Agência Nacional de Águas (ANA), através da I edição do PRÊMIO ANA, reconheceu a experiência atribuindo-lhe o primeiro lugar na categoria “Água para a Vida”;[20]

- Finalista do CONCURSO: EXPERIÊNCIAS EM INOVAÇÃO SOCIAL NA AMÉRICA LATINA E CARIBE, promovido pela CEPAL e FUNDAÇÃO W.K. KELLOGG, nos anos de 2005, em Santiago do Chile, e 2009 na Guatemala;http:[24]
- Segundo lugar do Projeto Generosidade da Editora Globo.[25]

## Galeria de Fotos

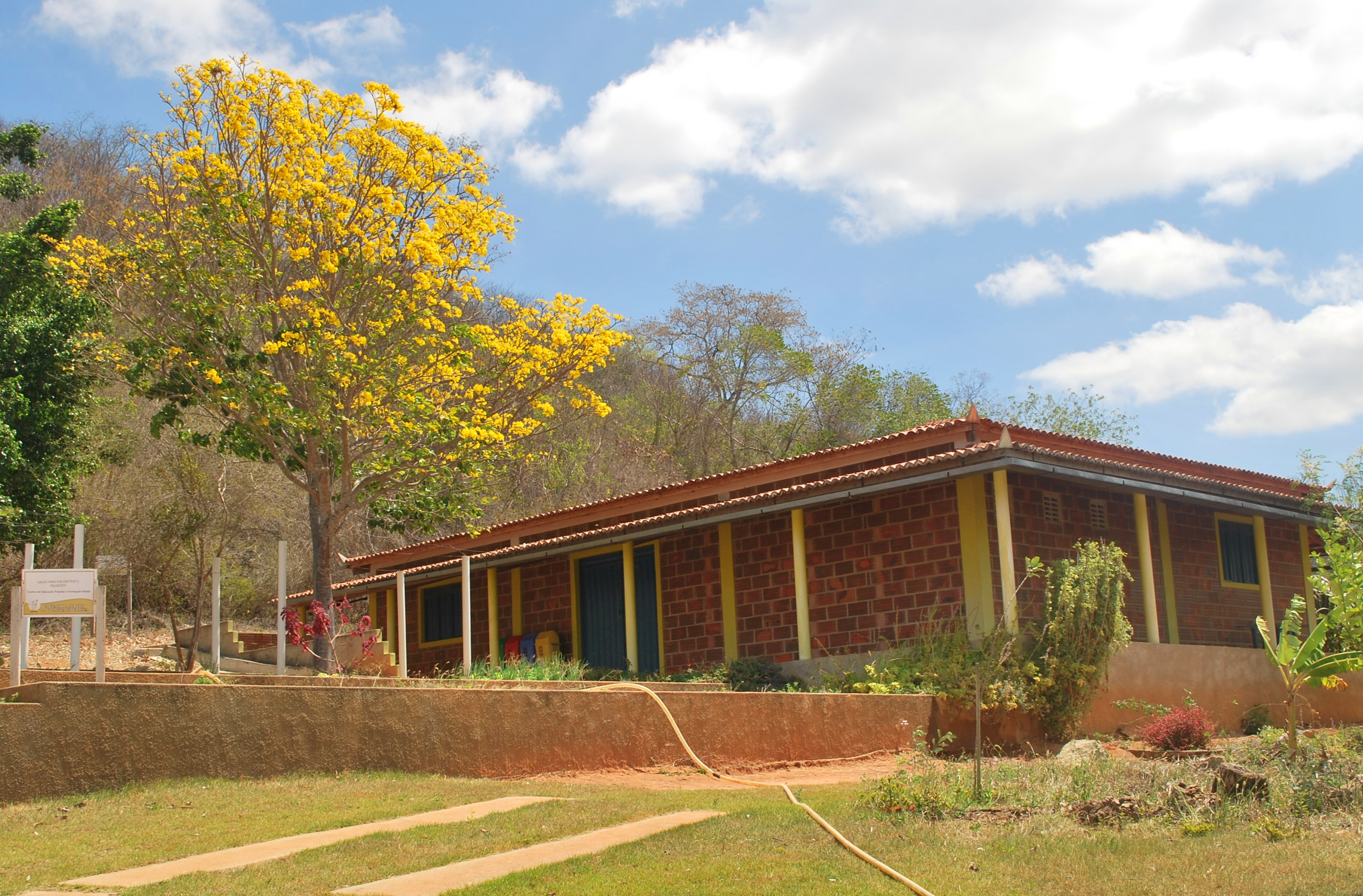
Área Experimental
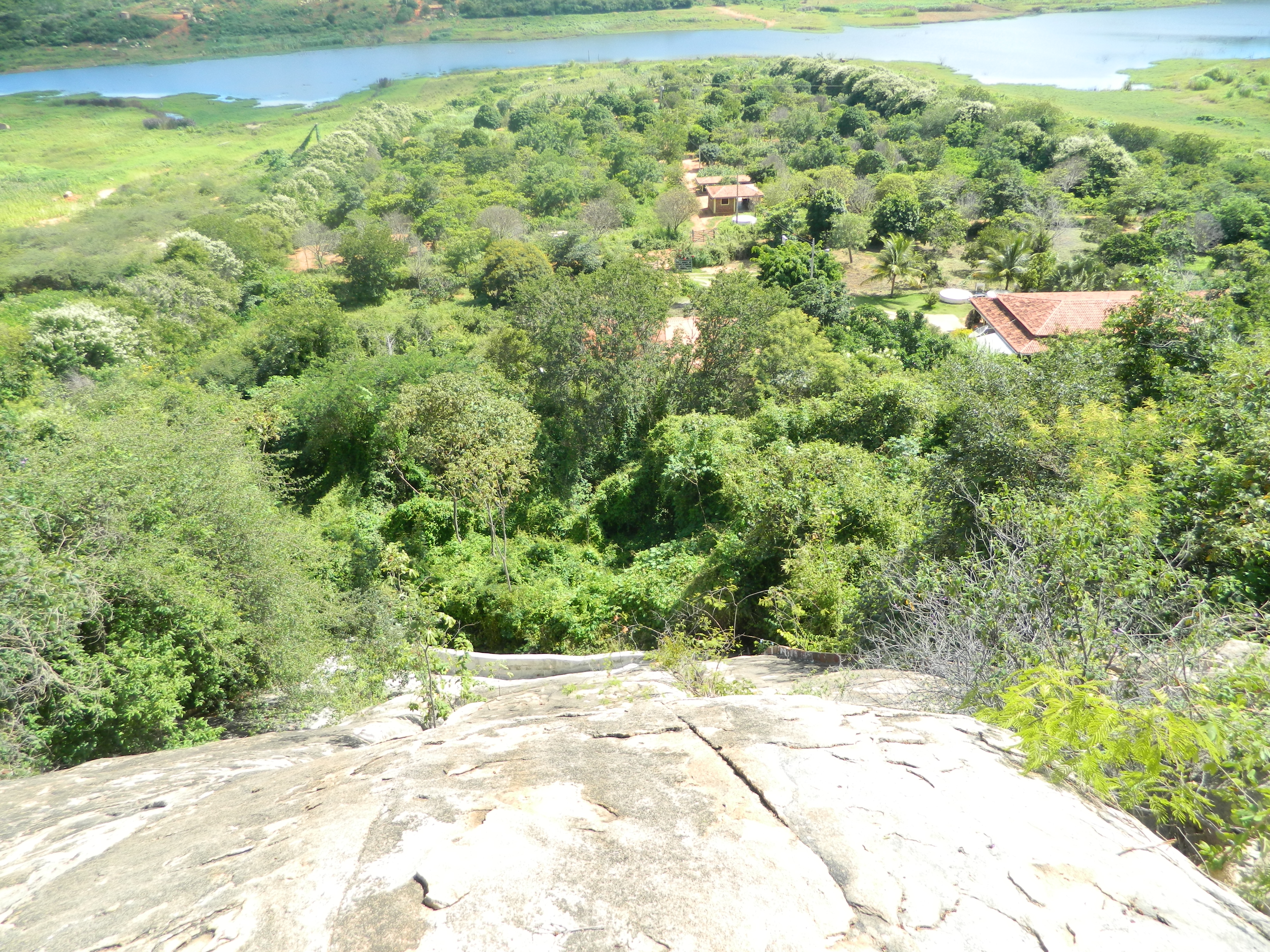
Área Experimental do CEPFS
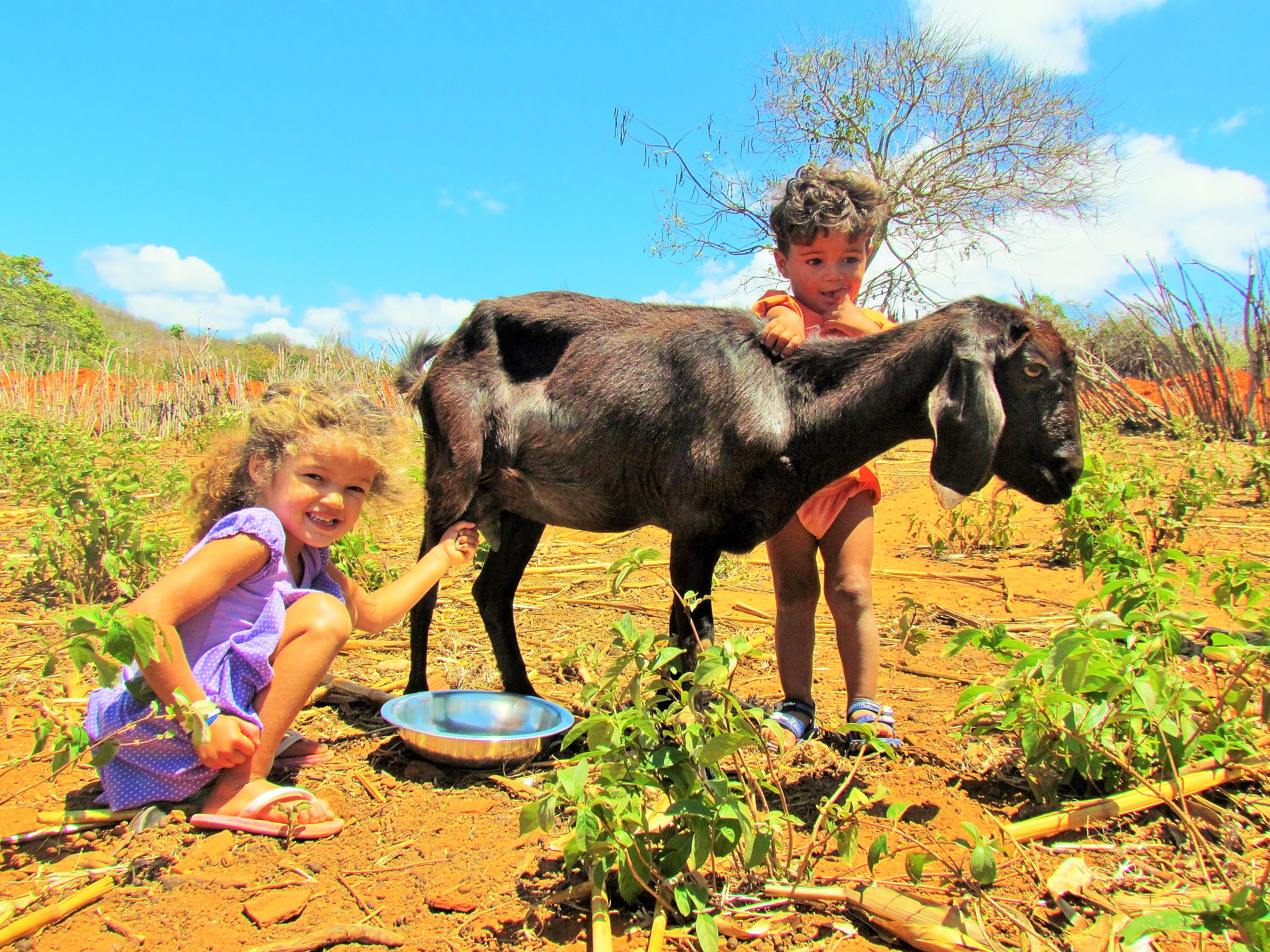
Criação de Animal
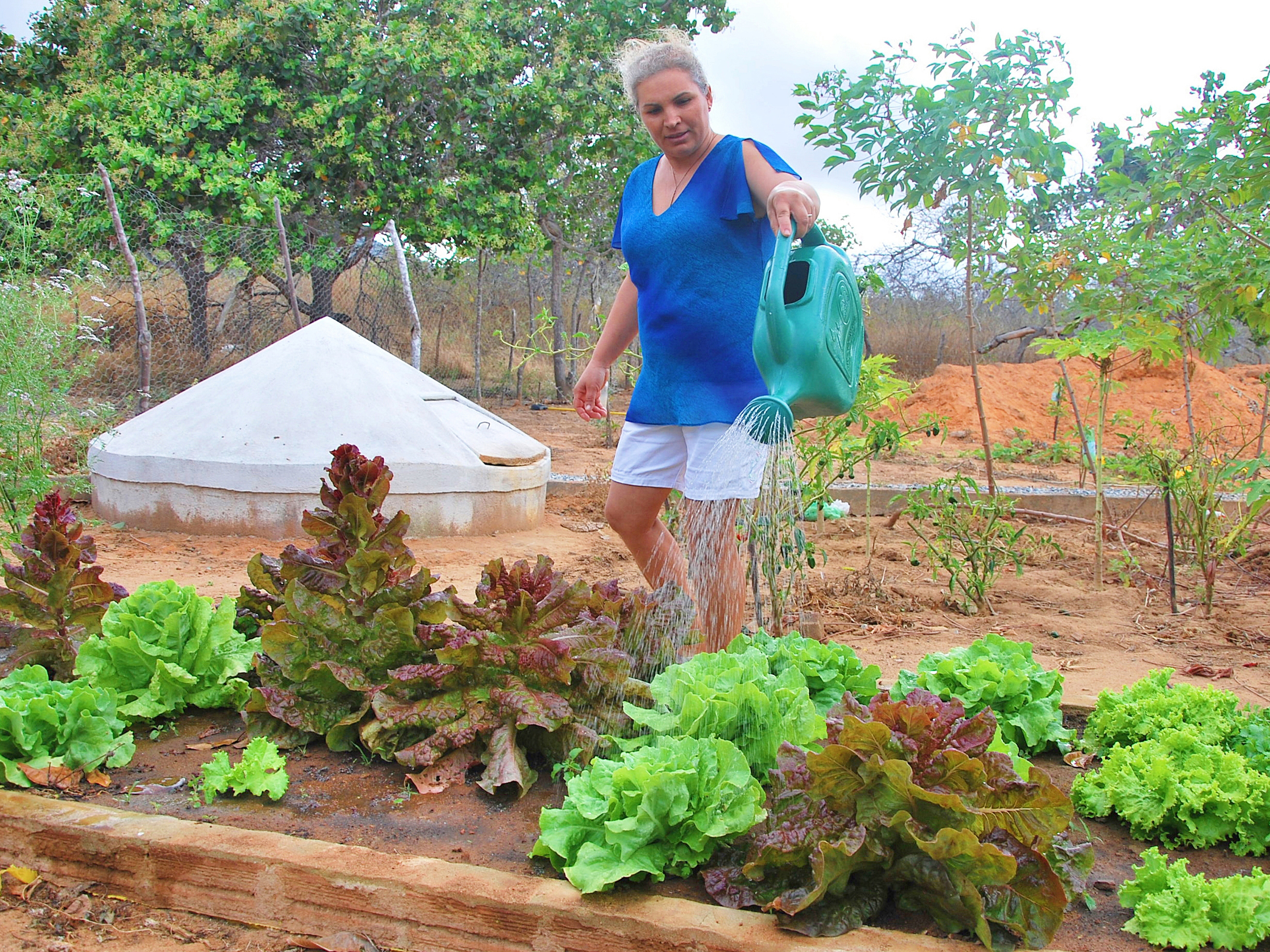
Quintal Produtivo
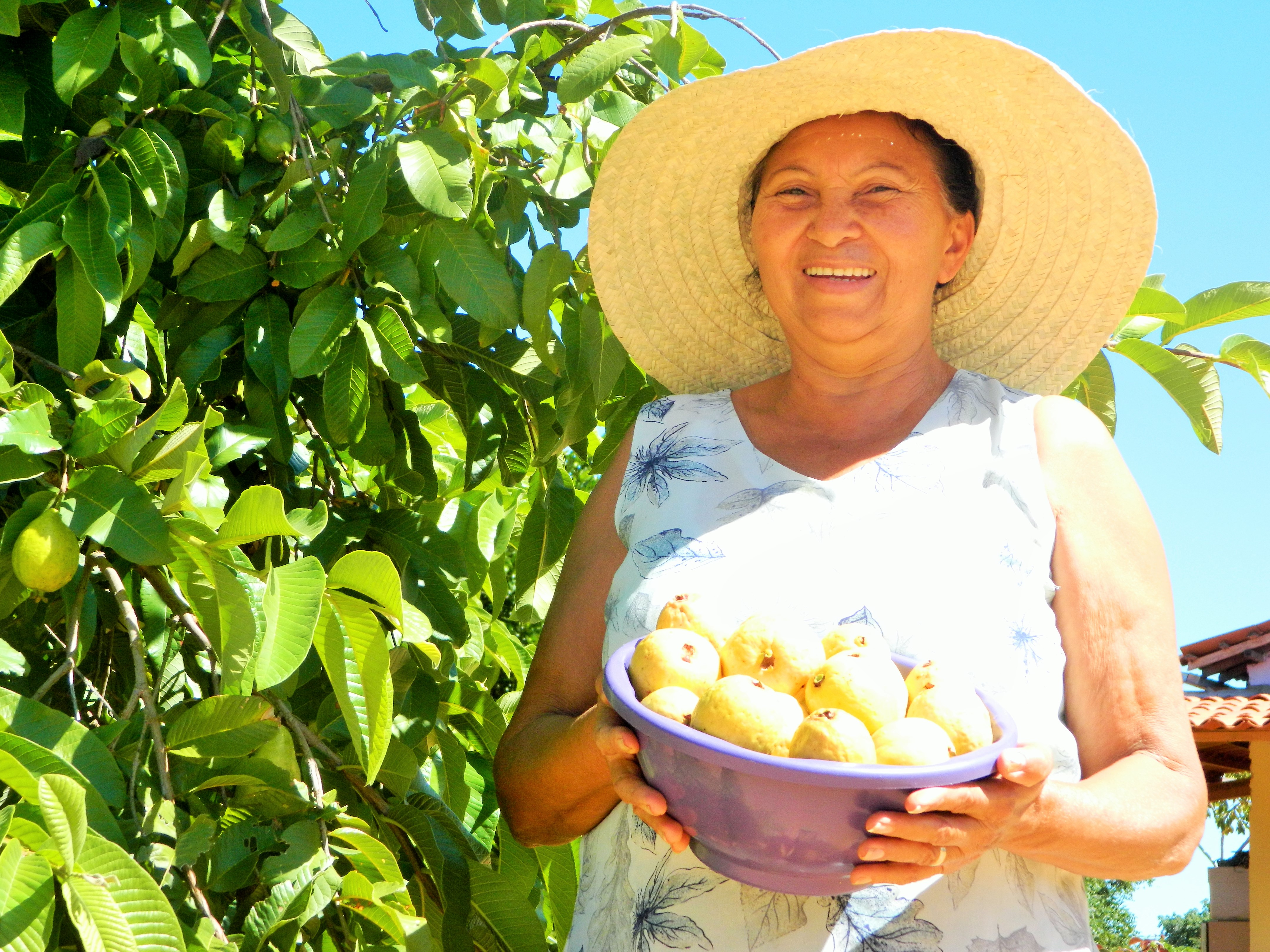
Produção de Frutiferas
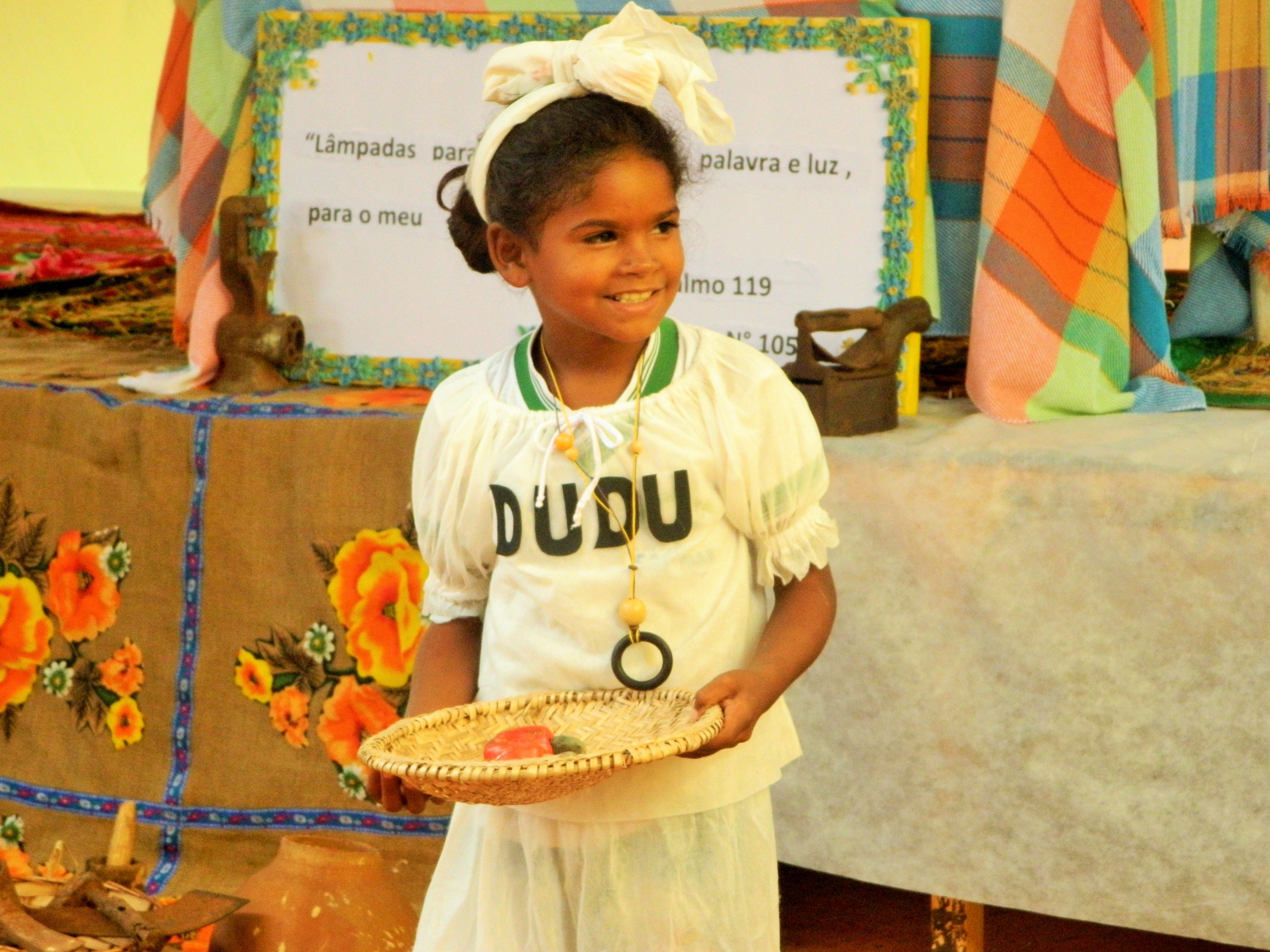
Comunidade Quilombola
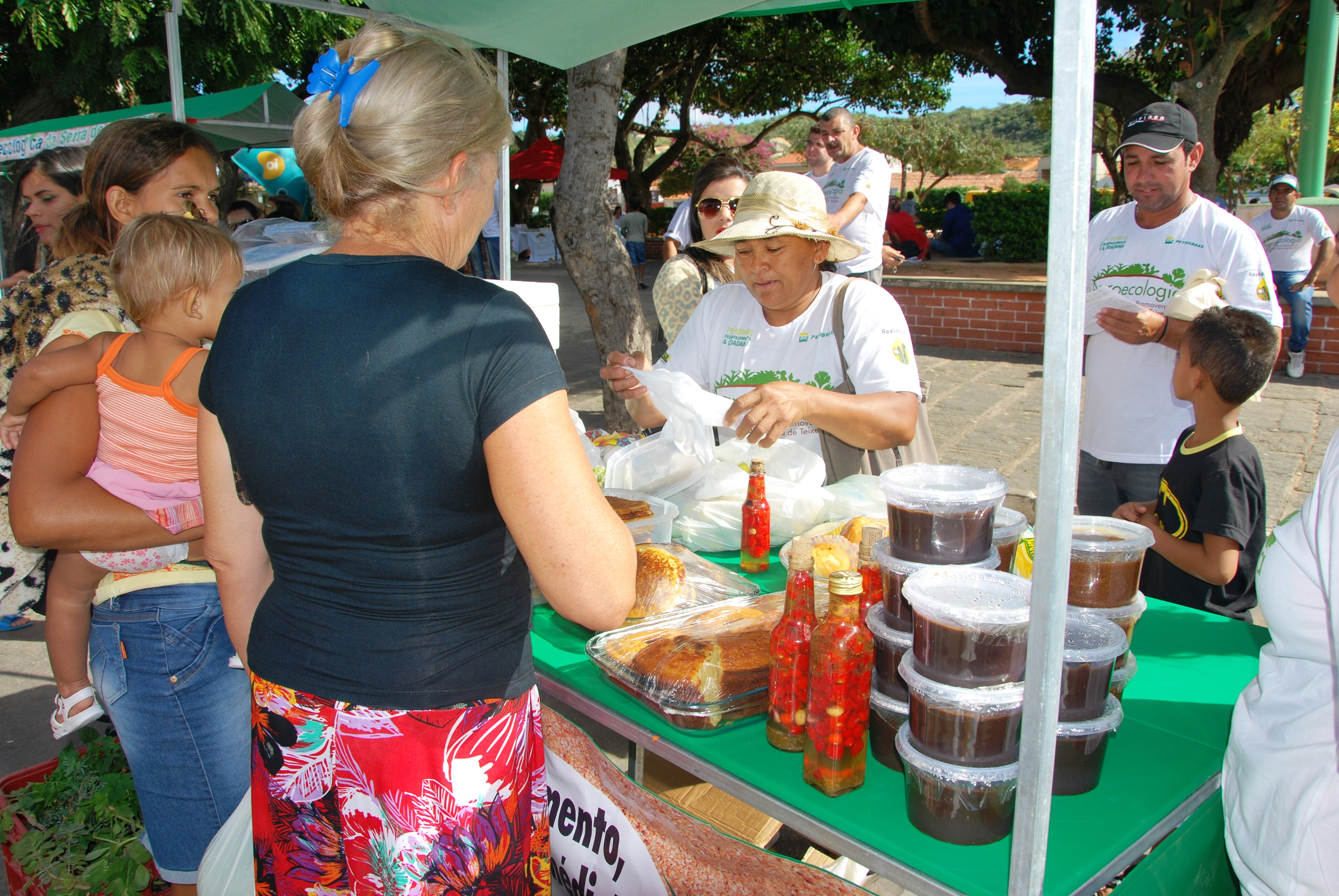
Geração de Renda
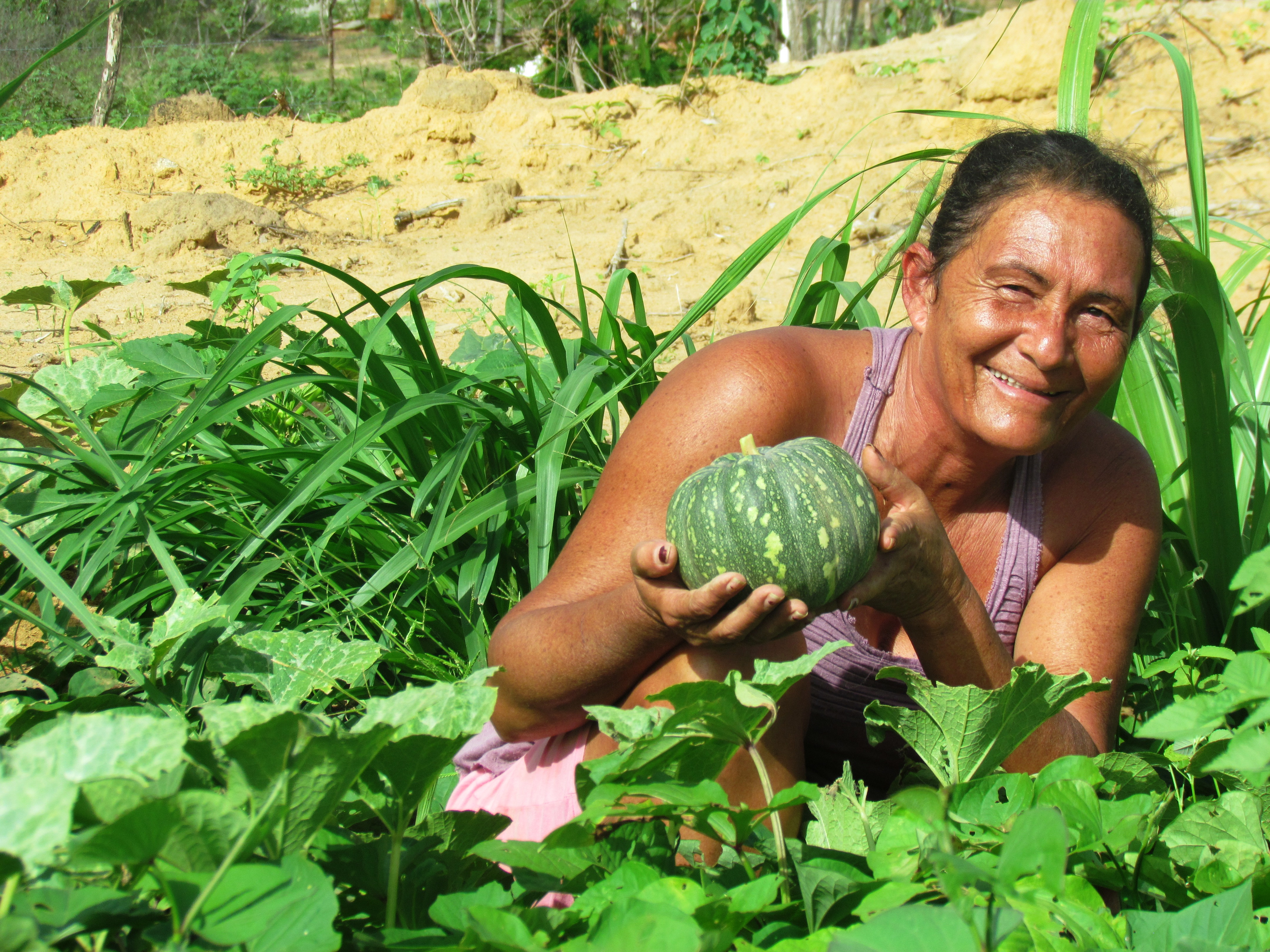
Produção Agroecológica
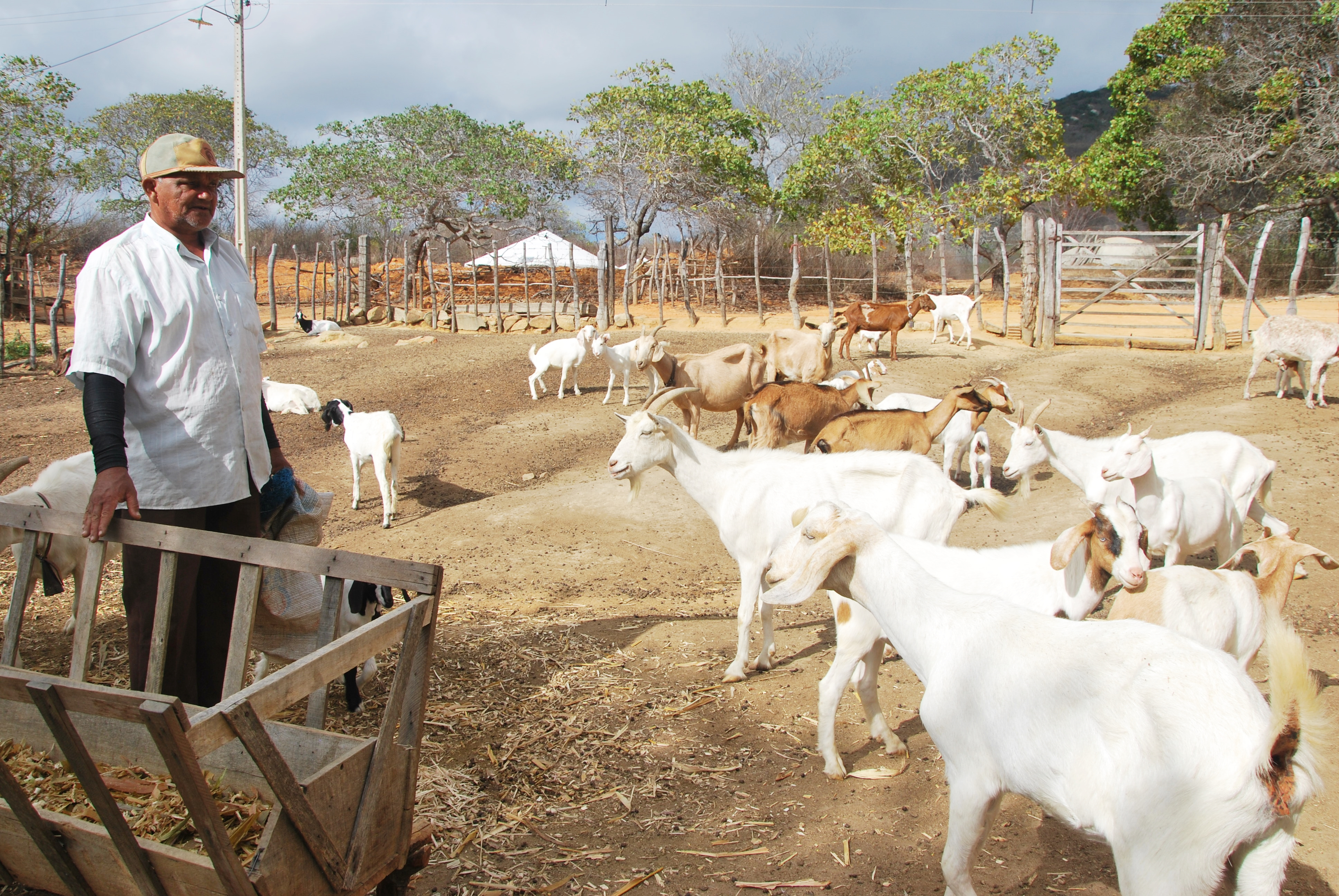
Criação Animais
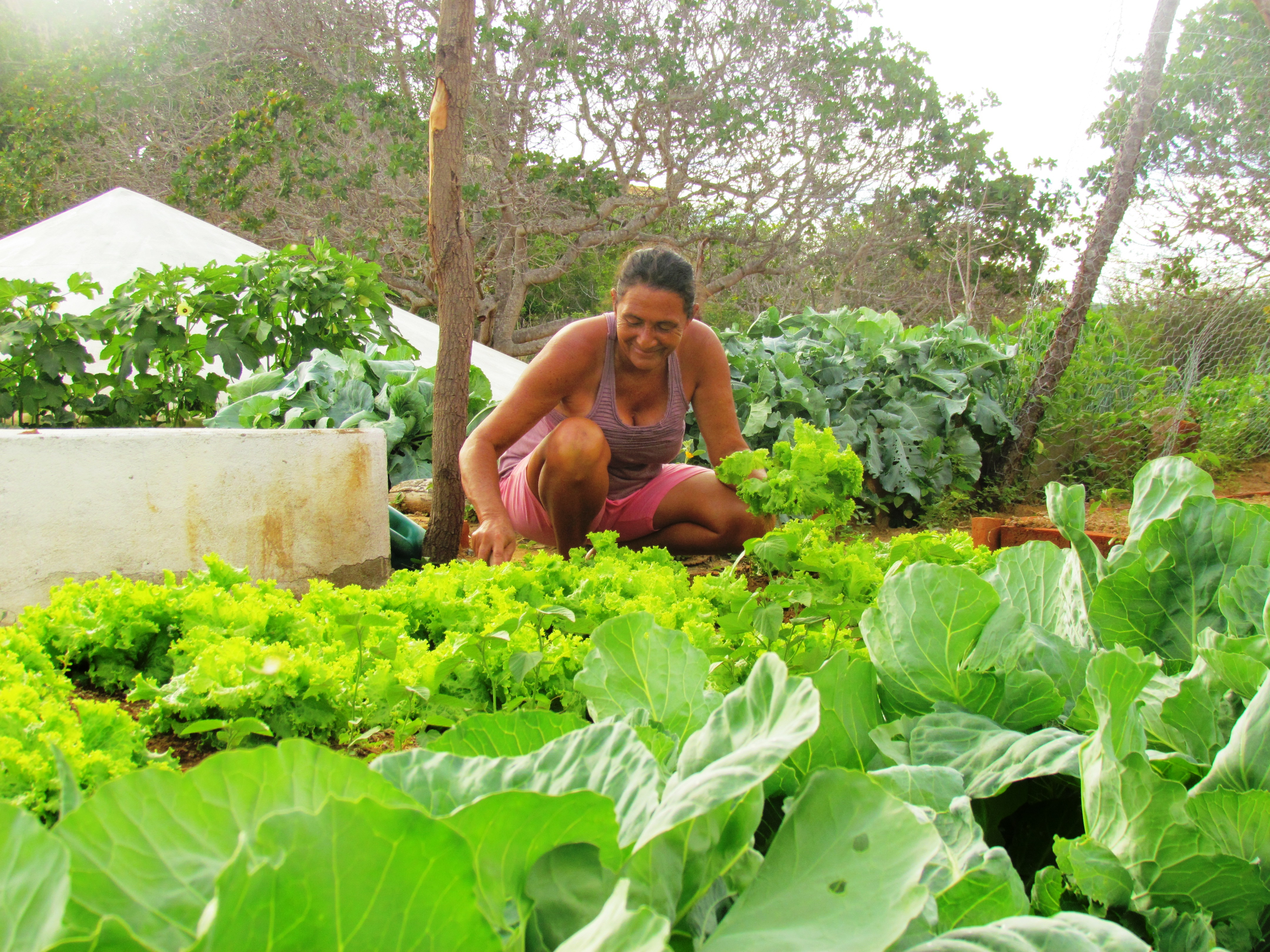
Produção de Hortaliças
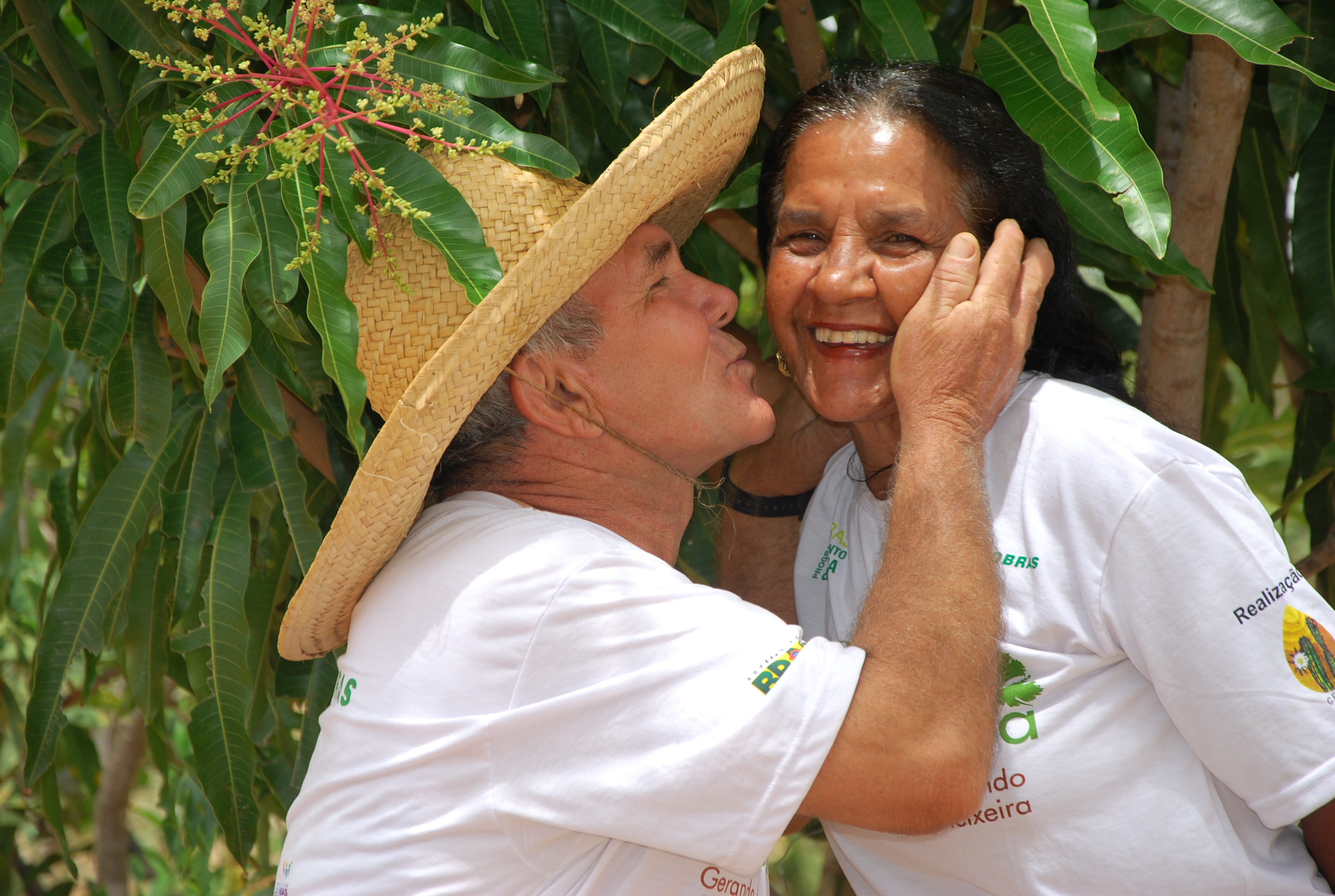
Relação de Gênero
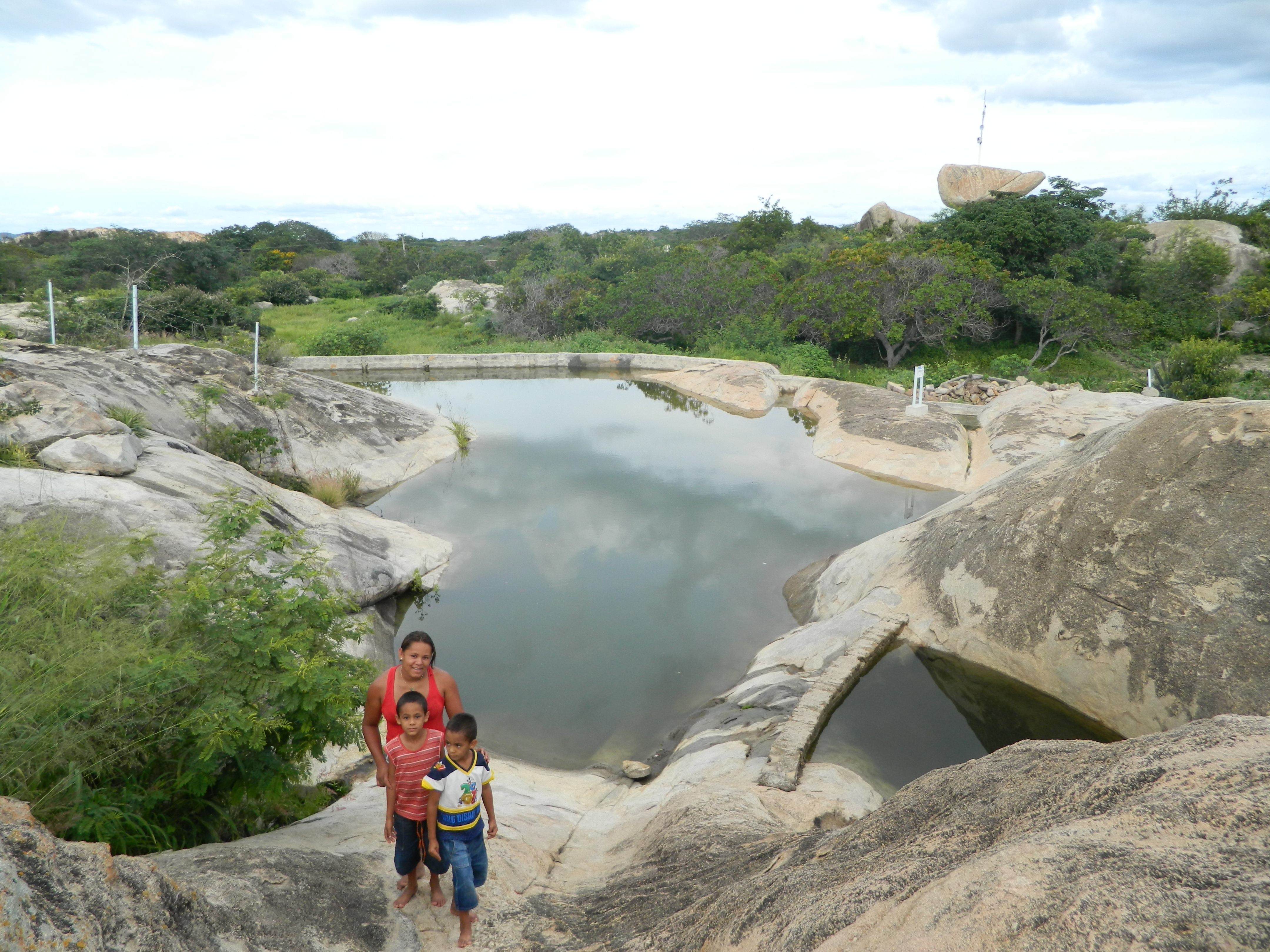
Captação e Armazenamento de Agua em Tanque de Pedra
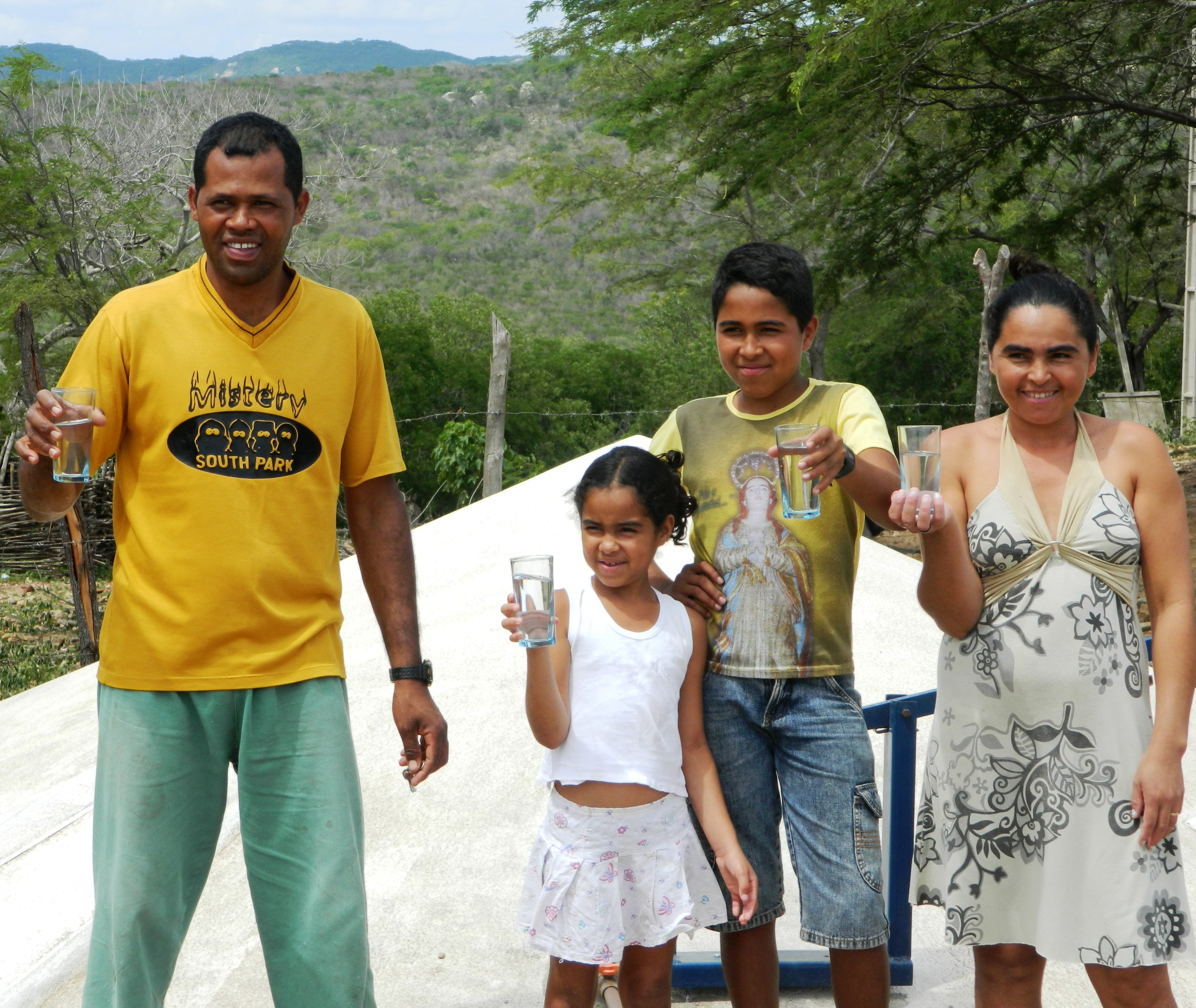
Armazenamento de água para o consumo humano